# Quadrigyrus rhodei
Quadrigyrus rhodei är en hakmaskart som beskrevs av Wang 1980. Quadrigyrus rhodei ingår i släktet Quadrigyrus och familjen Quadrigyridae. Inga underarter finns listade i Catalogue of Life.